# Rebordainhos

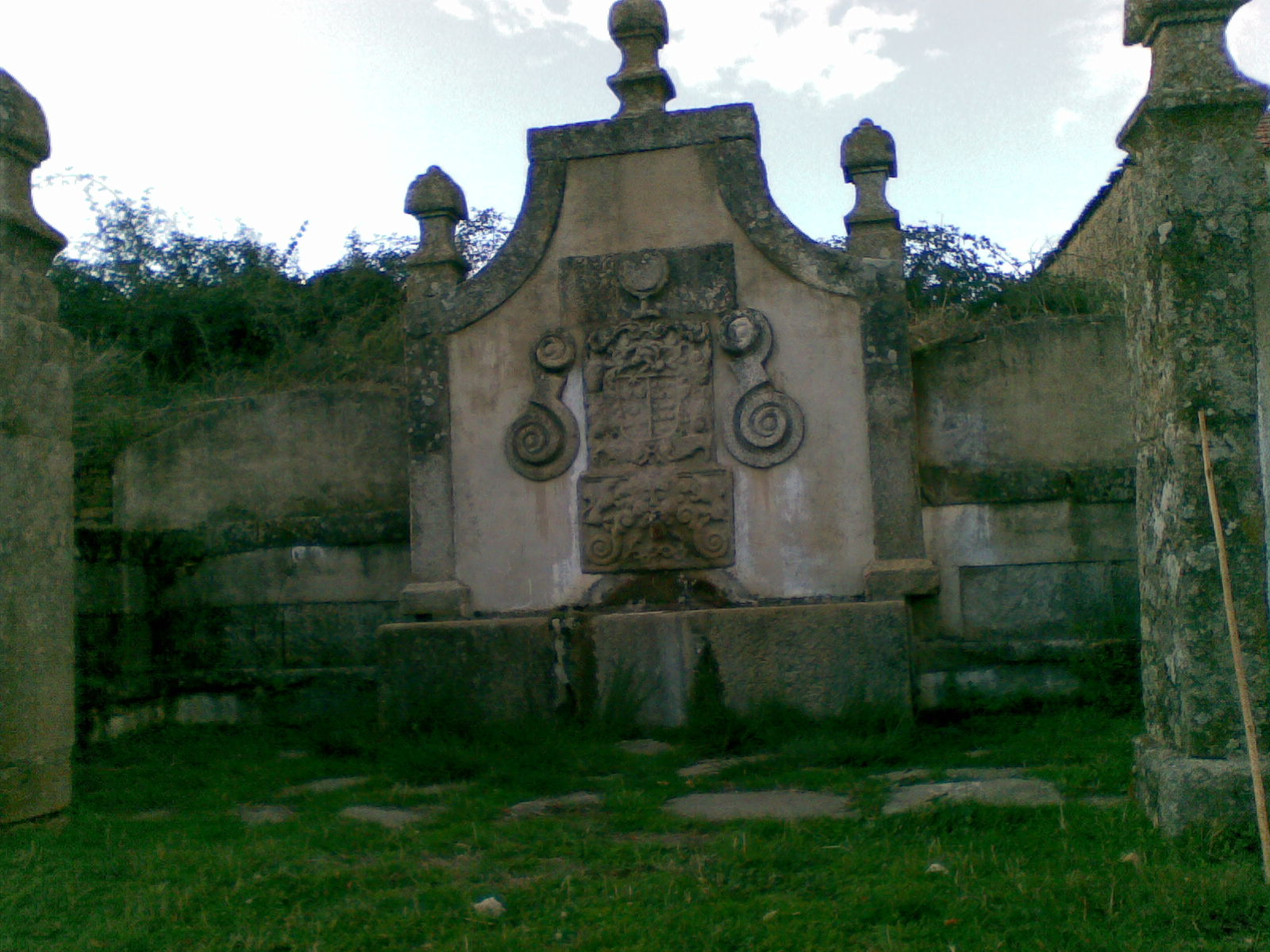
Fonte com brasão na Quinta de Vila Boa de Arufe.

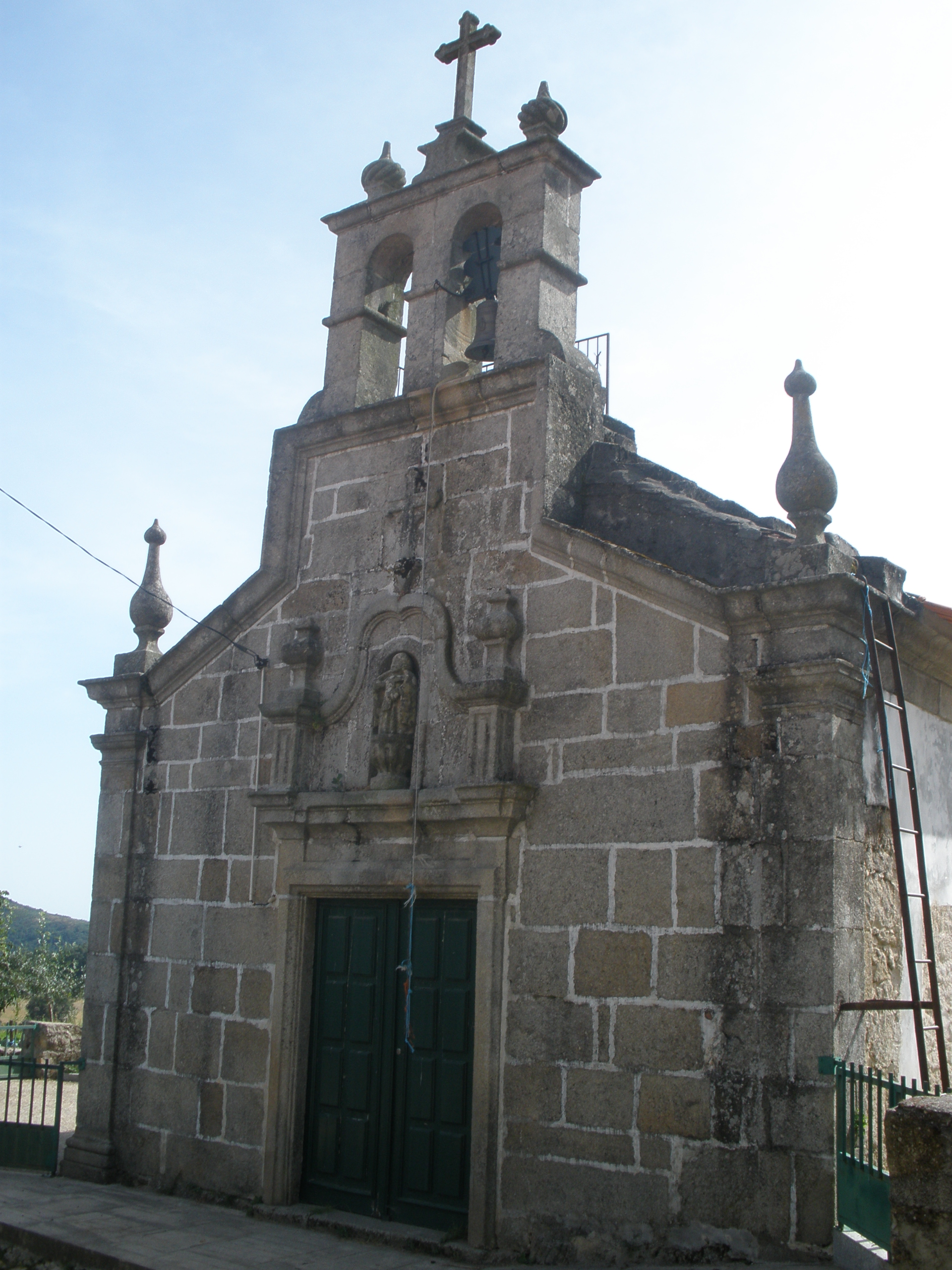
Igreja dos Pereiros.

Rebordainhos é uma aldeia do município de Bragança, sendo a sede da freguesia portuguesa de Rebordainhos e Pombares.

## História e tradições
Foi vila, couto e sede de concelho, formado por uma freguesia, até ao início do século XIX. A câmara era composta por um Juiz ordinário, um vereador e um procurador. Até 1836, existia também Notário na localidade. O concelho foi extinto em 1836 por decreto de 6 de Novembro, de Manuel da Silva Passos.
Foi nesta data que Pereiros passou a pertencer à freguesia.
Uma das tradições mais evocadas é o Cantar dos Reis, onde quatro cantadores e um careto percorrem as casas da aldeia na manhã do primeiro Domingo do mês de Janeiro.
| Rebordainhos |

| Não existia |

## População
| População da freguesia de Rebordainhos | População da freguesia de Rebordainhos | População da freguesia de Rebordainhos | População da freguesia de Rebordainhos | População da freguesia de Rebordainhos | População da freguesia de Rebordainhos | População da freguesia de Rebordainhos | População da freguesia de Rebordainhos | População da freguesia de Rebordainhos | População da freguesia de Rebordainhos | População da freguesia de Rebordainhos | População da freguesia de Rebordainhos | População da freguesia de Rebordainhos | População da freguesia de Rebordainhos | População da freguesia de Rebordainhos |
| -------------------------------------- | -------------------------------------- | -------------------------------------- | -------------------------------------- | -------------------------------------- | -------------------------------------- | -------------------------------------- | -------------------------------------- | -------------------------------------- | -------------------------------------- | -------------------------------------- | -------------------------------------- | -------------------------------------- | -------------------------------------- | -------------------------------------- |
| 1864                                   | 1878                                   | 1890                                   | 1900                                   | 1911                                   | 1920                                   | 1930                                   | 1940                                   | 1950                                   | 1960                                   | 1970                                   | 1981                                   | 1991                                   | 2001                                   | 2011                                   |
| 360                                    | 399                                    | 445                                    | 446                                    | 460                                    | 408                                    | 391                                    | 439                                    | 528                                    | 544                                    | 372                                    | 381                                    | 254                                    | 188                                    | 146                                    |

Tinha, 204 habitantes em 1801(carece de fontes) e 415 habitantes em 1884.
As "Memórias Paroquiais de 1758" registam 254 pessoas.
Nas últimas décadas, assistiu-se a uma forte vaga de emigração sendo os principais destinos países europeus, como a França, a Alemanha e o Brasil. Esta situação, aliada ao êxodo rural, resultou numa clara e significativa diminuição de população residente na localidade.
| 1758 | 1796  | 1864  | 1878  | 1890  | 1911  |
| 254  | 260   | 360   | 399   | 445   | 460   |
|      | 2,4%  | 38,5% | 10,8% | 11,5% | 3,4%  |
| 1930 | 1960  | 1970  | 1991  | 2001  | 2011  |
| 391  | 544   | 363   | 254   | 188   | 146   |
| 15%  | 39,1% | 33,3% | 30%   | 26%   | 22,3% |

## Património
Rebordainhos é rica em património arquitectónico, arqueológico e também cultural.
|  | Designação                    | Lugar             | Edificação             | Categoria              | Tipologia      | Classificação               |
|  | ----------------------------- | ----------------- | ---------------------- | ---------------------- | -------------- | --------------------------- |
|  | Igreja Matriz de Rebordainhos | Rebordainhos      | Séc. XVIII             | Arquitectura religiosa | Igreja         |                             |
|  | Igreja Paroquial dos Pereiros | Pereiros          | Séc. XVI               | Arquitectura religiosa | Igreja         |                             |
|  | Capela de Santo André         | Arufe             |                        | Arquitectura religiosa | Capela         |                             |
|  | Pelourinho                    | Rebordainhos      | Séc. XVI               | Arquitectura Civil     | Pelourinho     | Imóvel de Interesse Público |
|  | Solar brasonado               | Vila Boa de Arufe |                        | Arquitectura Civil     | Solar          |                             |
|  | Fonte com brasão              | Vila Boa de Arufe |                        | Arquitectura Civil     |                |                             |
|  | Moinho público                | Rebordainhos      |                        | Arquitectura Civil     | Moinho         |                             |
|  | Forja pública                 | Rebordainhos      |                        | Arquitectura Civil     | Forja          |                             |
|  | Cabeço Cercado                | Rebordainhos      | Idade do Ferro         | Arqueologia            | Castro         |                             |
|  | Lombo da Igreja               | Rebordainhos      | Idade Média (Provável) | Arqueologia            | Habitat        |                             |
|  | Fraga do Berrão               | Pereiros          | Idade do Ferro         |                        | Achado Isolado |                             |

## Economia
As principais actividades económicas são a agricultura, a pecuária, o pequeno comércio, a construção civil e panificação.

## Geografia
Localizada no sul do município, a cerca de 22 quilômetros da sede deste que é Bragança, é limitada a oeste pelos municípios de Vinhais e Macedo de Cavaleiros, a Sul pelas freguesias de Pombares, Quintela de Lampaças e Salsas, a Norte por Sortes, e a Este por Santa Comba de Rossas.

### Anexas
A freguesia de Rebordainhos além da aldeia sede, possui um total de 4 lugares, que são os seguintes:
| - Arufe - Pereiros - Quinta de Vila Boa de Arufe - Vales Francisco António Ochôa, deputado e presidente do tribunal da Relação de Lisboa. O povoado conta com duas associações, a "Associação Social, Cultural e Recreativa de Rebordainhos" e a "Associação de Caçadores da Freguesia de Rebordainhos". 1. 2. 3. 4. 5. 6. 7. 8. 9. 10. 11. Bibliografia - Vasconcellos, J. Leite de (1884). Diccionário de Chorografia de Portugal. [S.l.: s.n.] 191 páginas - Mendes, José Maria Amado (1995). Trás-os-Montes nos fins do século XVIII. Segundo um manuscrito de 1796 2 ed. Lisboa: Fundação Calouste Gulbenkian. 749 páginas. ISBN 972-31-0654-X - «Blog da aldeia de Rebordainhos» - «Blog da Associação Social, Cultural e Recreativa de Rebordainhos» |                                                                  |
| Estradas Municipais | Destinos                                                         |
| EM 537 | Soutelo Mourisco - Rebordainhos - Santa Comba de Rossas - Pinela |